# Sliwak
Sliwak (bułg. Сливак) – wieś w Bułgarii, w obwodzie Szumen, w gminie Chitrino. W 2024 roku liczyła 181 mieszkańców.